# Distenia pryeri
Distenia pryeri là một loài bọ cánh cứng trong họ Cerambycidae.